# (35982) 1999 NJ4
1999 NJ4 (asteroide 35982) é um asteroide da cintura principal. Possui uma excentricidade de 0.19609670 e uma inclinação de 3.81959º.
Este asteroide foi descoberto no dia 11 de julho de 1999 por John Broughton em Reedy Creek.